# Crkva Ranjenog Isusa u Velikoj Gorici
Crkva Ranjenog Isusa je rimokaltolička crkva u gradu Velika Gorica, zaštićeno kulturno dobro.

## Opis dobra
Jednobrodna drvena crkva smještena je u blizini naselja Pleso. Sagrađena je 1758. godine prema želji udovice plemića Ladislava Plepelića. Temeljne grede i stijene su spajane na „nemški vugel“, a trijem s četiri stupa izveden je u historicističkom duhu tradicijskoga graditeljstva, kao rezultat obnove iz 1896. godine.

## Zaštita
Pod oznakom Z-5499 zavedena je kao nepokretno kulturno dobro - pojedinačno, pravna statusa zaštićena kulturnog dobra, klasificirano kao "sakralna graditeljska baština".